# Secția română a postului Radio Europa Liberă
Secția română a postului Radio Europa Liberă a fost unul din departamentele postului de radio Radio Europa Liberă.  
La 29 noiembrie 1950  era difuzata prima emisiune în limba româna la Radio Europa Libera, la doar câteva luni (4 iulie) după primul program al postului, adresat ascultătorilor din fosta Cehoslovacie. Programele secției române au devenit o sursă de informare importantă, întrucât ocoleau cenzura regimului comunist. 
Printre directorii departamentului au fost politologul Ghiță Ionescu, jurnalistul Noel Bernard și istoricul Vlad Georgescu, iar printre colaboratori s-au numărat personalități ale exilului precum Monica Lovinescu și Virgil Ierunca.
Puteți asculta câteva dintre programele de referință ale postului pe actualul site.

## Directorii secției române până în 1990
- Mihail Fărcășanu 1950-1953;
- Camil Ring 1953-1954;
- Alexandru Gregorian 1954-1955;
- Noel Bernard 1955-1958
- Ghiță Ionescu 1958-1963;
- Preda Bunescu 1963-1965;
- Noel Bernard 1965-1981;
- Mihail Cismărescu 1981-1983; (cunoscut sub numele de Radu Gorun);
- Vlad Georgescu 1983-1988;
- Nicolae Stroescu-Stînișoară 1988-1989;
- Nestor Ratesh 1989.

## Redactori, colaboratori externi și personal tehnic și administrativ (originari din România)
Lista incompletă cu salariații, corespondenții și alți colaboratori (originari din România; începând din 1951):
- Hans-Joachim Acker „Mircea Ioanid“ (redacția știri)
- Constantin Alexandroaie (redacția Washington)
- Dan Alexe (redacție München, diverse emisiuni; Bruxelles)
- Tudor Alexe (Praga, regie sunet)
- Sidonia Alterovici (fostă soție a lui N. Bernard)
- Brîndușa Armanca, corespondent de la Timișoara pe zona de vest
- George Bălan (colaborator extern)
- Olga Bălan (corespondentă, Roma)
- Max Bănuș (sau Banush) (“Tinerama”)
- Noel Bernard Bercovici (director)
- Fritz Brandrup (colaborator extern; teme tehnice, automobilistice)
- „Andrei Brânduș“ “Liviu Floda” (redacția New York))
- Lucian Branea (București, Praga)
- Traian Bratu “Traian Lazăr” (redacția știri)
- Ileana Breitenstein (născ. Giurchescu; redacția știri etc.; apoi Praga; fiica regizorului Lucian Giurchescu)
- Veronica “Vroni” Brunner “Rodica Dinulescu” (redacția știri)
- Preda Bunescu (director adjunct)
- Aristide Burilianu “Ștefan Aldea” (“Radiomagazin”; după pensionare, la Vocea Americii cu același pseudonim; până în 1944 diplomat la legația română din Lisabona)
- Radu Bușneag (București, a fost apoi șeful departamentului Eveniment la Evenimentul zilei, red.-șef adj. la Averea, șeful departamentului Online de la România liberă, actualmente reprezentantul Deutsche Welle la București)
- Constantin Caradja (producător; prinț)
- Mircea Carp (director adjunct; “Programul politic”, ex-Vocea Americii “Dan Mircescu”; revenit în 1978 la Radio Europa Liberă; la München; un timp, pseudonimul “Mihai Șoimu”)
- Cicerone Cernegura (corespondent, Roma)
- Pavel Chihaia (colaborator extern; istoria artelor)
- Ionel Corneliu Chiriac
- Alessandro Cifarelli “Sandu Greceanu” (redacție; cavaler al ordinului de Malta)
- Vitalie Ciobanu
- Galatea Ciorănescu “Anca Petrescu” (născ. Lemonidi) (“Radiomagazin”, sora lui “Victor Cernescu”, soția lui “Gheorghe Timofte”)
- George Ciorănescu “Gheorghe Timofte” (director adj.; apoi la secția cercetări și arhivă; fratele lui *Alexandru Ciorănescu, autorul Dicționarului etimologic român)
- Mihai Cismărescu “Radu Gorun” (director adjunct; director; sef al secției de știri)
- Dan Comșa (redacția știri)
- Liviu Cristea “Radu Pârvan” (“Radiomagazin”; emisiunea pentru filatelie; încă din [1939] salariat la BBC)
- Radu Călin Cristea (București; Praga)
- Luiza Cunea (născ. Grünberg) (redacția știri)
- Shaul Sorin Cunea (“Radiomagazin”)
- Mircea Dan (producer)
- Andrei Dângă “Mircea Jianu” (crainic)
- Ivan Deneș (Iván Dénes)
- Șerban Deșliu “Ion Dinescu”
- Gheorghe Drăghincescu (prof. univ.)
- Virgil Duda (Tel Aviv)
- Gertrud Dumitrescu “Ioana Crișan” (crainică)
- Grigore Dumitrescu (autorul cărții “Demascarea”, despre ”reeducarea” de la Pitești)
- Victor Filip Eskenasy “Victor Moroșanu” (“Programul politic”; emisiuni de muzică clasică; istoric)
- Sabina Fati (București)
- Florian Filip (București)
- Pia Fărcășanu (Pia Pillat)
- Ligia Filotti "Maria Andreescu" (Washington) ("Programul cultural" emisiuni de arte plastice)
- Iosif Flavius (Adolf Leibovici (1913-1997))
- Lelia Galis “Alexandra Ioanid” (Londra)
- Emil Georgescu (“Actualitatea românească”)
- Horia Georgescu “Ștefan Carabin” (crainic; actor)
- Mary Georgescu, n. Mary Schulze von Strassnitzky (“Programul politic”, “Radiomagazin”; soția lui Vlad Georgescu)
- Vlad Georgescu (director; istoric)
- Ion Gurian “Ion Turcu” (născ. Kurdighian; crainic; actor)
- Violeta Fieldermann “Ioana Făgărășanu” (“Radiomagazin”; fiica lui Wilhelm Filderman)
- Ion Haralamb
- Emil Hurezeanu ("Actualitatea românească")
- Corneliu Ianatos „Radu Vrancea“
- Petre M. Iancu (anterior și ulterior la Deutsche Welle)
- Ion Ioanid (crainic)
- Gelu Ionescu (“Actualitatea românească”; emisiuni culturale; prof. univ.)
- Vladimir Ionescu
- Mircea Iorgulescu (“Actualitatea românească”; emisiuni culturale; Paris, München, Praga; critic literar)
- Toma Kavanian “Tomi Bărbulescu” (“Programul politic” etc.; farmacist)
- Iosif Klein “Medeșan” (Praga; ex-Vocea Americii)
- Vladimir Krasnosselski (colaborator extern; vechi militant social-democrat)
- Ion Bogdan Lefter (București; emisiuni culturale)
- Romilo Lemonidis “Victor Cernescu” (“Programul politic”; director adj.; fratele Galateei Ciorănescu)
- Iustin Liuba (redacția New York)
- Ioana Măgură-Bernard (crainică; redactoare; actriță)
- Radu Teodor Maltopol (redacția muzicală)
- Vasile Mănuceanu (scriitor; emisiunea pentru săteni)
- Constantin Mareș (colaborator extern, Frankfurt, coleg din Tineretul PNL, din anii 1940, cu Șerban Orescu)
- Eduard Motaș (“Radu Cristea”)
- Vlad Mugur (regizor; emisiune culturală proprie într-o anumită perioadă)
- Igor Munteanu
- Neculai Constantin Munteanu („Actualitatea românească")
- Ion Negoițescu (colaborator extern)
- Raluca-Elena Negreanu („Tinerama“ etc.)
- Anișoara Negulescu (Annie Popper, soția lui Iacob Popper)
- Virgil Nemoianu
- Dan Nuțu (crainic, temporar)
- Șerban Orescu („Actualitatea românească“; economist)
- Ilie Păunescu („Actualitatea românească“; în anii ´90 red.-șef la Dreptatea)
- Petio Petkov (Sofia)
- Raluca Petrulian („Programul politic“)
- Ștefan Pisoschi (crainic; actor)
- Alexandra Artemiza Polizu-Platon (crainică; actriță)
- Leonida Pop (“Actualitatea românească”)
- Ion Popa “Ion Măgureanu” (programul politic)
- Iacob Popper (emisiuni de literatură, cultură; nepotul lui Julius Popper; soțul Anișoarei Negulescu)
- Nestor Ratesh (Nathan Stoessel-Rothstein) (redacția Washington; director adj.; director în Praga)
- Lucian Ristea (“Programul politic” etc.)
- Edgar Rafael „Virgil Galaction”
- Horia Roman (corespondent, Roma)
- Mihai Rusu (redacția sport)
- Ion Rusu-Șirianu (“Actualitatea românească”)
- Marcel Schmidt
- Ovidiu-Victor Schumacher (crainic; actor teatru, cinema, TV)
- Oana Serafim (București; director Praga)
- George Stana (redacția știri, „Programul politic“ etc.)
- Jean Steiger (Tel Aviv)
- Edelina Stoian (născ. Sterling; ex-Kol Israel; ex-BBC)
- Tiberiu Stoian (ex-BBC)
- Nicolae Stroescu “Stînișoară” (“Lumea creștină”; director)
- Emil Szabo (crainic; redacția știri)
- Pavel Șușară (emisiuni culturale)
- Mihai Vasilescu "Edgar Șelaru" (Praga; ex-BBC)[1]
- Ara Șeptilici (București)
- Mircea Șerban (Budapesta, corespondent)
- Stefan Coman (Praga, corespondent)
- Cristian Petru Bălan (Chicago, corespondent)
- Andi Ștefănescu “Horia Costescu” (redacția știri)
- Lucian Ștefănescu (Praga)
- Michael Shafir (documentare)
- Pavel Șușară (emisiuni culturale, arte plastice)
- Vladimir Tismăneanu (colaborator extern; Washington)
- Liviu Tofan (șeful redacției știri; director adj.)
- Eugen Tomiuc (Praga), ex-BBC.
- William Totok (Berlin)
- Mircea Țicudean (Praga)
- Iosif Țon
- Mircea Vasiliu (“Revista presei”)
- Liviu Vălenaș (colaborator extern)
- Andrei Cristian Voiculescu (redacția muzicală; nepotul lui Vasile Voiculescu)
- Octavian Vuia “Lucian Loga” (“Din lumea creștină” etc.)
- Constantin Vulcan
- Doina Xifta “Doina Alexandru” (Dorina Alexandrescu) ("Programul politic" etc.)
- Constantin Xifta-Mănciulescu (crainic)

### Alte departamente (salariați și colaboratori temporari)
- Ioana Angelescu (secția cercetări și arhivă; colaborări în anii 1980 la redacție, „Ioana Bogdan”)
- Eugen Baraga (maestru tipograf)
- Radu Bărbulescu (secția Monitoring; crainic; colaborator al redacției)
- Ion Boacă (secția Monitoring)
- Constantin Calcianu (șef al secției Monitoring)
- Ion Cicală (secția Monitoring; administrație)
- Roger Constantinescu (secția Monitoring)
- Ion Dumitru (secția Monitoring; serv. tehnic al redacției; proprietarul editurii „Ion Dumitru Verlag”)
- René de Flers (secția cercetări și arhivă)
- Anneli-Ute Gabányi (secția cercetări și arhivă)
- Paul Gafton (secția cercetări și arhivă)
- Ion Gheorghe
- Arpad Gherghel (ex-comandor)
- Dan Ionescu (arhitect; secția cercetări și arhivă; colaborări sporadice, incl. la “mese rotunde”)
- Musinée Kistenfeger (secția de evaluare)
- Aurelia Leicand (în 1989/90 pensionară; probabil ex-secretară a Anei Pauker)
- Ștefan Maluschek (producing; serviciul tehnic pentru studiouri)
- Gabriel Neagu (secția de evaluare)
- Emil Neuzil (subsecția monitoring a departamentului central de știri „News & Current Affairs”)
- Nuri Resuloğlu (Ozel Nuri Resul, redactor în departamentul Tătar-Bașkir; originar din Constanța)
- Cornelia Petratu (colaborări la redacție)
- Carmen Pompey-Cojocaru “Anca Croitoru” (secția cercetări și arhivă; colaborări sporadice la redacție)
- Constantin Prelipceanu (secția Monitoring)
- Michael Shafir (n. Peter Michael Frisch; secția cercetări și arhivă)
- Grigore Singurel (n. Efim Ciuntu-Krimerman)
- Vladimir Socor (fiul lui Matei Socor; secția cercetări și arhivă; specializare: Republica Moldova)
- Constantin Sporea (șef al secției Monitoring)
- Dan Stancu (secția cercetări și arhivă)
- Șerban Stănciulescu (redacția muzicală)
- Mihai Sturdza (secția cercetări și arhivă; ex-diplomat și interpret în Franța)
- Andrei Ștefănescu (secția de evaluare)
- Crisula Ștefănescu (soția lui „Horia Costescu”; secția cercetări și arhivă)
- Valentina Ursu
- Boris Vieru
- Cornelia Vissarion Mănuceanu (soția lui Vasile Mănuceanu, scriitoare; emisiunea Tribuna Satelor)

### Administrație și secretariat
- Liselotte Antonescu
- Florica Delescu
- Martha von Klimesch
- Irma Kurdighian (sora lui “Ion Turcu”)
- Helene Lahni
- Victoria Mylonadi
- Irina Moschuna-Sion
- Valer Pop
- Alina Sandu
- Viorica Steriopol
- Anca Tillo Vorvoreanu
- Hermine Wolf
- Alice Zwoelfer
- ș.a.

### Redacția din Paris (redactori și colaboratori externi)
- Nicolae Balotă
- Paul Barbăneagră
- Mihnea Berindei (istoric; fiul lui Dan Berindei)
- Theodor Cazaban (fratele lui Jules Cazaban)
- Matei Cazacu (istoric)
- Șerban Cristovici “Ștefan Deleanu”
- Paul Goma
- Sergiu Grossu
- Virgil Ierunca (născ. Untaru)
- Mircea Iorgulescu
- Monica Lovinescu
- Basarab Nicolescu (fizician)
- Alain Paruit Herșcovici (Herskovics?)
- Cicerone Poghirc (prof. univ., lingvist)
- Lucian Raicu
- Christian W. Schenk (Directorul editurii “Dionysos”, declarat în 1986 persona non grata)
- Virgil Tănase

## Corespondenți din România
- Brândușa Armanca (Timișoara)
- Florin Ciucaș (Oradea)
- Leontin Cupar (Baia Mare, acum AGERPRES)
- Lia Lucia Epure (Timișoara)
- Liviu Man (Cluj-Napoca)
- Alexandru Mihalcea (Constanța)
- Horațiu Pepine (București)
- Andreea Pora (București)
- Ilie Șerbănescu (București; colaborator extern; economist; ex-ministru)
- Sorin Șerb (București, acum BBC)
- Gilda Lazăr (fost redactor la Dreptatea, apoi la România liberă, acum manager la JTI)
- Marilena Rotaru ( București, realizatoare de programe culturale la TVR, autoarea serialului de televiziune "Memoria exilului românesc")
- Florin Ghețău (Iasi)

Printre colaboratorii sporadici s-au numărat: Gabriel Andreescu, Andrei Cornea, Octavian Paler, Horia Roman Patapievici, Dorel Șandor, Tia Șerbănescu și Dumitru Tinu.